# Rhynchozoon fulgidum
Rhynchozoon fulgidum är en mossdjursart som beskrevs av Charles Henry O'Donoghue och de Watteville 1935. Rhynchozoon fulgidum ingår i släktet Rhynchozoon och familjen Phidoloporidae. Inga underarter finns listade i Catalogue of Life.